# Облаците напускат небето
„Облаците напускат небето“ (на руски: Тучи покидают небо) е съветска драма от 1959 година.

## Сюжет
Дагестански аул, тридесетте години на XX век. Двамата съседи Башир (Багиш Айдаев) и Касум (Мурадхан Кухмазов) очакват почти едновременното раждане на децата си. Башир вече има три дъщери и се е заклел да изгони съпругата си, ако не му роди син. Нуржан (Зейнаб Набиева), майка на съпругата на Башир, Ханум, решава да прибегне до помощта на гадателката Айшат (Барияд Мурадова). Тя предлага двете деца да бъдат разменени, ако Ханум роди момиче, а Гуриат, съпругата на Касум, роди момче. Така и става. Нуржан и Айшат разменят децата. Освен тях двете за това никой не разбира, макар че Мусли (Сона Мурадова) вижда, че Ханум е родила момиче, но е готова да забрави, след като ѝ подаряват златен пръстен.
Башир поканва мъжете от аула, за да отпразнуват раждането на сина му Джафар. При Касум на празника, по случай раждането на дъщеря му Зейнаб, идва само Идрис (Абдурашид Максудов). Знатният селски адат Хамзат (Тажутдин Гаджиев) споменава, че не е прието да се празнува раждането на дъщеря. По време на празника Нуржан започва да се чувства зле. Тя се усамотява с Айшат, подарява и пръстен и я моли да запази тяхната тайна. Нуржан умира, а нейният съпруг притиска в стаята Айшат, обвинявайки я, че отровила Нуржан. Селяните се хвърлят в преследване на Айшат, която се скрива в къщата си. Те я запалват, а само Касум и Идрис и се притичат на помощ. Вследствие на пожара, покривът на къщата рухва.
Минават години. Башир загива по време на Втората световна война, а Ханум умира, поразена от мълния. Възмъжалият Джафар живее със сестрите си. Касум е станал председател на колхоза. В селото се завръща Айшат, която е успяла незабележимо да се измъкне по време на пожара. Селяните я смятат за мъртва и не я припознават в новопристигналата жена. Тя се нанася при Джафар и неговите сестри. Джафар харесва Зейнаб, която отвръща на симпатиите му. Но в нея е влюбен и Мирзабек, сина на Хамзат. Когато Хамзат идва при Касум за да сватосва децата им, Касум се допитва до мнението на Зейнаб и му отказва.
Джафар, заедно с Идрис и други чобани, заминава в планината за през зимата. Възползвайки се от неговото отсъствие, по настояване на баща си, Мирзабек отвлича Зейнаб и я отвежда в гората. Тя обаче успява да избяга и се завръща в селото. Но върху нея вече стои петното от похищението и по законите на адата, тя трябва да се отдаде на Мирзабек. Хамзат отива при Касум с богата зестра за невестата, но Касум го прогонва. Тогава Хамзат, с помощта на съпругата си, разпространяват слуха, че Касум се е съгласил да отдаде дъщеря си. За това разбира Джафар и смята, че Зейнаб го е предала.
Настъпва пролетта и Джафар, заедно с другите чобани се завръща в селото. Зейнаб му казва, че никога не се е съгласявала да се омъжва за Мирзабек. Те двамата се срещат и започват схватка. Събират се хора, а Айшат разкрива самоличността си и разказва страшната тайна за подмяната на децата на Касум и Башир. Касум казва на Джафар и Зейнаб, че оттук нататък те сами трябва да решат какво да правят, и че трябва тъмните облаци на миналото да се разсеят. Хората се разотиват, а Джафар, Зейнаб, Айшат и сестрите му се прибират в къщата да празнуват.

## В ролите
- Багиш Айдаев като Башир
- Зейнаб Набиева като Нуржан
- Мурадхан Кухмазов като Касум
- Барияд Мурадова като Айшат
- Сона Мурадова като Мусли
- Тажутдин Гаджиев като Хамзат
- Абдурашид Максудов като Идрис
- Дадам Саиднуров като Гаджибек
- Хайбат Магомедова като Сувар

## Интересни факти
- „Облаците напускат небето“ е първият в историята филм с изцяло дагестански актьорски състав.
- Филмът е заснет в дагестанския аул Куппа